# Diego Lopez IV de Haro
Pour les articles homonymes, voir Diego Lopez et Lopez.
Diego López IV de Haro (Diego López IV de Haro en espagnol), est décédé en 1289. Fils de Lope Diaz III de Haro et de Juana de Molina. Il a été neuvième seigneur de Biscaye entre 1288 et 1289.
Avec le décès de leur père ont commencé les confrontations entre la Biscaye et la Castille. Diego López s'unit à la Navarre et l'Aragon pour combattre Don Sanche et reconnaître comme roi de Castille Alphonse de La Cerda. Les choses se compliquent pour lui puisque plusieurs municipalités sont tombées entre les mains de Don Sanche, dont Labastida, Orduña et Balmaseda. Sur ce, la Biscaye répond à l'appel de Don Diego et on arme ses maisons, forts et châteaux, en le nommant seigneur de la terre biscayenne. Sanche a finalement occupé la Biscaye.
Le décès de Diego López IV sans fils a fait que son héritage a été contesté.

## Descendance
- Famille Haro